# Matija Vidic
Matija Vidic (* 30. August 2000) ist ein slowenischer Skispringer.

## Werdegang
Vidic springt seit dem Jahr 2011 auf Landesebene und konnte mehrfach Podestplätze erzielen. 2015 nahm er an den Nordischen Skispielen der OPA teil und debütierte ein Jahr später in Planica im Skisprung-Alpencup. Im Januar 2018 nahm der Slowene an selbiger Stelle erstmals am FIS Cup teil, ein Jahr später errang er dort die ersten Punkte. Im Dezember desselben Jahres gewann Vidic bei den slowenischen Landesmeisterschaften die Bronzemedaille mit der Mannschaft. 2019 gab er auch sein Debüt im Continental Cup, nahm dort aber erst seit 2021 regelmäßig teil. Am 26. Februar 2022 erlangte Vidic in dieser Wettkampfserie seine ersten Punkte. Ein Jahr später sprang er zum ersten Mal im Weltcup und konnte bereits einen Tag nach seinem Debüt Punkte erzielen.

## Statistik

### Weltcup-Platzierungen
| Saison  | Platz | Punkte |
| ------- | ----- | ------ |
| 2022/23 | 076.  | 005    |

### Continental-Cup-Platzierungen
| Saison  | Platz | Punkte |
| ------- | ----- | ------ |
| 2021/22 | 093.  | 042    |
| 2022/23 | 017.  | 535    |